# プレクトルード
プレクトルード（ラテン語: Plectrudis; ドイツ語: Plektrud, Plechtrudis, 生年不詳 - 718年）は、フランク王国宮宰ピピン2世の正妻。アウストラシア・ネウストリア宮宰テウドアルドの祖母・摂政として714年からの短い期間に権勢をふるった。. 

## 生涯
プレクトルードは夫ピピン2世の在世中から積極的に政治に関与し、ピピン家における権力を行使していた。 当時としては珍しく、ピピン2世の出した法令には彼と共にプレクトルードも調印している。
714年、息子のグリモアルド2世が暗殺されたため、プレクトルードは孫にあたるテウドアルドをピピン家の後継者に据えた。間もなくピピン2世も死去し、テウドアルドはアウストラシア宮宰となった。プレクトルードは摂政として権勢をふるう一方、その地位を守るため、ピピン2世と側室アルパイダの間の子カール・マルテルをケルンに幽閉した。現代では、当時のフランク人に複婚文化が残っていたと考え、グリモアルド2世を嫡出子、カール・マルテルを庶子と差別化してとらえるのは時代錯誤的であるという説も出ている。 715年、ネウストリア貴族がフリースラント王レッドボットと同盟して反乱を起こし、9月26日にコンピエーニュの戦いでプレクトルードを破った。テウドアルドはネウストリア宮宰の位をラガンフリドに奪われ、プレクトルードは、実家の拠点で彼女がピピン家の資金を貯めていたケルンに逃れた。
716年、フランク王キルペリク2世とラガンフリドはアウストラシアに侵攻し、プレクトルードを破ってカール・マルテルを解放した。その後、2人は一旦ケルンを離れて別の敵を攻撃しに行った。
しかし、これを好機と見たカール・マルテルは、717年にケルンに戻ってプレクトルードと交渉しようとしていたキルペリク2世とラガンフリドをパリへ追い出して自らケルンを掌握し、プレクトルードの一党も追い散らした。プレクトルードは修道院に入れられ、間もなく718年に死去して同地に埋葬された。

## 子女
ピピン2世との間に2人の子をもうけた。
- ドロゴ - シャンパーニュ大公
- グリモアルド2世 - ネウストリア宮宰